# Pustoszka (Białoruś)
Pustoszka (biał. Пустошка; ros. Пустошка) – wieś na Białorusi, w obwodzie witebskim, w rejonie brasławskim, w sielsowiecie Mieżany.

## Historia
W latach 1921–1939 ówczesna wieś leżała w Polsce, w województwie nowogródzkim (od 1926 w województwie wileńskim), w powiecie brasławskim, w gminie Brasław.
Według Powszechnego Spisu Ludności z 1921 roku zamieszkiwało wieś 91 osób, 60 były wyznania rzymskokatolickiego, a 31 prawosławnego. Jednocześnie wszyscy mieszkańcy zadeklarowali polską przynależność narodową. Było tu 17 budynków mieszkalnych. W 1931 w 16 domach zamieszkiwały 84 osoby.
Miejscowość należała do parafii rzymskokatolickiej i prawosławnej w Brasawiu. Podlegała pod Sąd Grodzki w Brasławiu i Okręgowy w Wilnie; właściwy urząd pocztowy mieścił się w Brasławiu.